# Градски стадион (Познан)
Градският стадион (на полски: Stadion Miejski) е футболен стадион в полския град Познан.
Домакинските си мачове играят отборите на местните клебове „Лех“ и „Варта“. Съоръжението прие и няколко мача от Евро 2012.
Стадионът има капацитет от 43 269 седящи места. Построен е между 1968 и 1980 г. Стадионът се намира на улица Българска в югозападната част на града.
В периода 2003 – 2010 г. стадионът претърпява пълна реконструкция, включително построяването на четири нови напълно покрити трибуни. Това е четвъртият най-голям стадион в Полша. Откриването му след реконструкцията се състои на 20 септември 2010 г.

## Евро 2012
Следните мачове от Евро 2012 се изиграха на стадиона:
| Дата        | Час (CEST) | Отбор #1 | Резултат | Отбор #2 | Фаза    | Голмайстори                                          |
| ----------- | ---------- | -------- | -------- | -------- | ------- | ---------------------------------------------------- |
| 10 юни 2012 | 20:45      | Ейре     | 1:3      | Хърватия | Група C | Шон Сейнт Леджър Марио Манджукич (x2) Никица Йелавич |
| 14 юни 2012 | 18.00      | Италия   | 1:1      | Хърватия | Група C | Андреа Пирло Марио Манджукич                         |
| 18 юни 2012 | 20.45      | Италия   | 2:0      | Ейре     | Група C | Антонио Касано Марио Балотели                        |

## Галерия
- Осветлението на стадиона след мач
- Завършено строителство на стадиона (2010)
- Главен вход (2010)
- Въздушен изглед (2010)
- По време на строителството (2009)
- По време на строителството (March 2010)
- По време на строителството – въздушен изглед (2009)